# Bahnstrecke Nürnberg Rangierbahnhof–Nürnberg Hauptgüterbahnhof
| Hauptgebäude des Hauptgüterbahnhofes 2011 |                      |                                                                       |                                                                       |
| Streckennummer (DB): | 5952                 |                                                                       |                                                                       |
| Streckenlänge: | 5,9 km               |                                                                       |                                                                       |
| Spurweite: | 1435 mm (Normalspur) |                                                                       |                                                                       |
| Streckenklasse: | D4                   |                                                                       |                                                                       |
| Stromsystem: | 15 kV 16,7 Hz ~      |                                                                       |                                                                       |
| Maximale Neigung: | 6,67 ‰               |                                                                       |                                                                       |
| Streckengeschwindigkeit: | 40 km/h              |                                                                       |                                                                       |
| Zweigleisigkeit: | –                    |                                                                       |                                                                       |
| |                      |                                                                       |                                                                       |
| \| \| \| Ringbahn von Nürnberg-Dutzendteich \| \| \| \| 0,0 \| Nürnberg Rbf Ausfahrt \| 321 m \| \| \| 1,6 \| Bundesautobahn 73 (Minervabrücke, 118 m) \| Bundesautobahn 73 (Minervabrücke, 118 m) \| \| \| \| Ringbahn nach Fürth und Nürnberg-Eibach \| \| \| \| \| Umgehungsbahn Rangierbahnhof \| \| \| \| \| zum Heizkraftwerk Sandreuth \| \| \| \| \| Bahnstrecke Treuchtlingen–Nürnberg \| \| \| \| \| Bundesstraße 4 R (45 m) \| \| \| \| 3,6 \| Nürnberg Viehhof (1905–?) \| Nürnberg Viehhof (1905–?) \| \| \| 3,9 \| Nürnberg Müllverbrennung (seit 2002) \| Nürnberg Müllverbrennung (seit 2002) \| \| \| \| Nürnberg MVA (Pferdemarkt) (1969–2001) \| \| \| \| \| Bahnstrecke Nürnberg–Crailsheim \| \| \| \| \| Frankenschnellweg (2 × 24 m) \| \| \| \| \| Bahnstrecke Nürnberg–Bamberg \| \| \| \| \| Nebengleis von Nürnberg-Steinbühl (tief) \| \| \| \| \| Nürnberg Hgbf (bis 2009) \| \| \| \| 5,9 \| Abzw Nürnberg Hgbf \| 309 m \| \| \| \| \| \| \| \| \| zur Regio-Werkstatt Nürnberg (ehem. AW Nürnberg und Containerbahnhof) \| \| \| \| \| \| \| \| \| \| Nürnberg Hgbf \| \| \| \| \| zur Regio-Werkstatt Nürnberg \| \| \| \| \| zum Bw Nürnberg West \| \| \| \| \| Nürnberg Jansenbrücke \| \| \| \| \| nach Bamberg \| \| |                      |                                                                       |                                                                       |
| Strecke |                      | Ringbahn von Nürnberg-Dutzendteich                                    | Ringbahn von Nürnberg-Dutzendteich                                    |
| Dienststation / Betriebs- oder Güterbahnhof | 0,0                  | Nürnberg Rbf Ausfahrt                                                 | 321 m                                                                 |
| Brücke | 1,6                  | Bundesautobahn 73 (Minervabrücke, 118 m)                              | Bundesautobahn 73 (Minervabrücke, 118 m)                              |
| Abzweig geradeaus und nach links |                      | Ringbahn nach Fürth und Nürnberg-Eibach                               | Ringbahn nach Fürth und Nürnberg-Eibach                               |
| Abzweig geradeaus und von links |                      | Umgehungsbahn Rangierbahnhof                                          | Umgehungsbahn Rangierbahnhof                                          |
| Abzweig geradeaus und nach rechts |                      | zum Heizkraftwerk Sandreuth                                           | zum Heizkraftwerk Sandreuth                                           |
| Kreuzung geradeaus oben |                      | Bahnstrecke Treuchtlingen–Nürnberg                                    | Bahnstrecke Treuchtlingen–Nürnberg                                    |
| Brücke |                      | Bundesstraße 4 R (45 m)                                               | Bundesstraße 4 R (45 m)                                               |
| Abzweig geradeaus und ehemals nach links · Betriebs-/Güterbahnhof Streckenende und quer (Strecke außer Betrieb) | 3,6                  | Nürnberg Viehhof (1905–?)                                             | Nürnberg Viehhof (1905–?)                                             |
| Abzweig geradeaus und von links · Betriebsstelle Streckenende und quer | 3,9                  | Nürnberg Müllverbrennung (seit 2002)                                  | Nürnberg Müllverbrennung (seit 2002)                                  |
| Abzweig geradeaus und ehemals nach links · Betriebs-/Güterbahnhof Streckenende und quer (Strecke außer Betrieb) |                      | Nürnberg MVA (Pferdemarkt) (1969–2001)                                | Nürnberg MVA (Pferdemarkt) (1969–2001)                                |
| Kreuzung geradeaus unten |                      | Bahnstrecke Nürnberg–Crailsheim                                       | Bahnstrecke Nürnberg–Crailsheim                                       |
| Brücke |                      | Frankenschnellweg (2 × 24 m)                                          | Frankenschnellweg (2 × 24 m)                                          |
| Kreuzung geradeaus unten |                      | Bahnstrecke Nürnberg–Bamberg                                          | Bahnstrecke Nürnberg–Bamberg                                          |
| Abzweig quer und nach links · Strecke von rechts |                      | Nebengleis von Nürnberg-Steinbühl (tief)                              | Nebengleis von Nürnberg-Steinbühl (tief)                              |
| Betriebs-/Güterbahnhof Streckenanfang (Strecke außer Betrieb) · Strecke |                      | Nürnberg Hgbf (bis 2009)                                              | Nürnberg Hgbf (bis 2009)                                              |
| Strecke nach links (außer Betrieb) · Abzweig geradeaus und ehemals von rechts | 5,9                  | Abzw Nürnberg Hgbf                                                    | 309 m                                                                 |
| |                      |                                                                       |                                                                       |
| Abzweig geradeaus und nach rechts |                      | zur Regio-Werkstatt Nürnberg (ehem. AW Nürnberg und Containerbahnhof) | zur Regio-Werkstatt Nürnberg (ehem. AW Nürnberg und Containerbahnhof) |
| |                      |                                                                       |                                                                       |
| Dienststation / Betriebs- oder Güterbahnhof |                      | Nürnberg Hgbf                                                         | Nürnberg Hgbf                                                         |
| Abzweig geradeaus und von rechts |                      | zur Regio-Werkstatt Nürnberg                                          | zur Regio-Werkstatt Nürnberg                                          |
| Abzweig geradeaus und nach rechts |                      | zum Bw Nürnberg West                                                  | zum Bw Nürnberg West                                                  |
| Abzweig geradeaus und von links |                      | Nürnberg Jansenbrücke                                                 | Nürnberg Jansenbrücke                                                 |
| Strecke |                      | nach Bamberg                                                          | nach Bamberg                                                          |

Die Bahnstrecke Nürnberg Rangierbahnhof–Nürnberg Hauptgüterbahnhof (Abkürzung: Bahnstrecke Nürnberg Rbf–Nürnberg Hgbf) ist eine Güterbahnstrecke in Nürnberg und verbindet den Rangierbahnhof mit dem ehemaligen Hauptgüterbahnhof, der 2011 errichteten Triebwagenwerkstatt von DB Regio Franken (ehemals AW Nürnberg, danach Containerbahnhof) und der Bahnstrecke Nürnberg–Bamberg.

## Geschichte
Mit dem Gesetz vom 16. März 1904 wurde vom bayerischen Landtag beschlossen, den alten, nur noch dem Ortsgüterverkehr dienenden Güterbahnhof am Kohlenhof mit dem 1903 eröffneten Rangierbahnhof im Süden der Stadt zu verbinden. Der Bau des Streckenabschnitts vom Rangierbahnhof zum Viehhof begann im Mai 1904 und wurde am 25. Oktober 1905 von den Bayerischen Staatseisenbahnen eröffnet. Die weitere Strecke vom Abzweig Viehhof bis zum Kohlenhof war wegen der Überquerung des Ludwig-Donau-Main-Kanals und der Unterquerung der Bahnstrecken Nürnberg–Crailsheim und Nürnberg–Bamberg bautechnisch anspruchsvoller und konnte daher erst am 28. Januar 1907 für den Verkehr freigegeben werden.
Auf dem Gelände der 2011 errichteten Triebwagenwerkstatt befand sich vormals der Nürnberger Containerbahnhof und davor das 1870 als Betriebswerkstätte Nürnberg Centralbahnhof der Kgl. Bayerischen Staatsbahn gegründete Ausbesserungswerk Nürnberg (Austraße), zu dem ab 1912 als Betriebsteil Rangierbahnhof das heutige AW in der Ingolstädter Straße gehörte. Das AW Nürnberg Hbf wurde später in eine Werkabteilung des AW Nürnberg Rbf umgewandelt, diese Werkabteilung wurde am 31. März 1954 geschlossen.

## Streckenbeschreibung

### Verlauf
Die Strecke hat ihren Ausgangspunkt am Ausfahrbahnhof des Rangierbahnhofs den sie gen Westen verlässt, überquert zusammen mit der Ringbahn den Frankenschnellweg und wendet sich in einem langgezogenen Rechtsbogen nach Norden. Im Anschluss verläuft die Strecke, nachdem sie die Bahnstrecke Treuchtlingen–Nürnberg überquert hat, parallel zu dieser auf deren Westseite, überquert die Nopitschstraße (B 4 R) und führt bis zum Anschlussgleis der Müllverbrennungsanlage. Danach verläuft die Strecke unter der Bahnstrecke Nürnberg–Crailsheim hindurch, überquert mit zwei kurzen Brücken den Frankenschnellweg und erreicht, nachdem sie die Bahnstrecke Nürnberg–Bamberg unterquert, hat ihren Endpunkt am Hauptgüterbahnhof. Die Fortsetzung der Strecke führt zur Triebwagenwerkstatt von DB Regio Franken (ehemals AW Nürnberg, danach Containerbahnhof) und im Anschluss zum Bw Nürnberg West und zur Bahnstrecke Nürnberg–Bamberg.

### Ausbauzustand
Die Strecke war über mehrere Jahre nicht elektrifiziert. Für den Bau der S-Bahn nach Forchheim wurde die Bahnstrecke im Juni 2007 an der Überführung der Strecke Nürnberg–Bamberg unterbrochen.
Die Strecke wurde in den späten 2010er Jahren elektrifiziert, damit die Güterzüge vom Rangierbahnhof Richtung Bamberg in Zukunft nicht mehr über die westliche Ringbahn fahren müssen und durch das niveaugleiche Kreuzen den durchgehenden Zugverkehr im Fürther Hauptbahnhof behindern.
Dafür sind 20 Millionen Euro vorgesehen (Stand: 2008). Der entsprechende Auftrag wurde im Juni 2014 ausgeschrieben und soll bis Ende 2016 abgeschlossen werden. Am 28. Februar 2019 teilte die DB Netz in einer Kundeninformation mit, dass die Strecke am 7. April 2019 in Betrieb genommen würde. Im planmäßigen Verkehr seien lediglich Güterzüge der Fahrtrichtung Nürnberg Rbf – Bamberg vorgesehen.

### Güteranschlüsse
Der Abzweig zum Viehhof ist nach der Auflösung des Schlachthofes ebenso wie der Anschluss zur alten Müllverbrennungsanlage (MVA), die inzwischen vollständig abgerissen ist, abgebaut worden. Von der neuen MVA, die ebenfalls über einen Gleisanschluss verfügt, findet gelegentlich Güterverkehr (Schlackeabtransport, Müllcontaineranlieferung)  statt.
Die Gleisanlagen des Hauptgüterbahnhofes wurden noch zum Abstellen von Güterwagen (u. a. Flachwagen für den Containerbahnhof) benutzt. Nach der Verlagerung des Containerbahnhofs in den Hafen Nürnberg wurden die Gleise im Rahmen der Errichtung der neuen Regio-Werkstatt abgebaut.